# خیارشور سوخاری
خیارشور سوخاری (انگلیسی: Fried pickle) یا فریکلز (انگلیسی: frickles) یک پیش‌غذا و مخلفات است که معمولاً در ایالت‌های جنوبی آمریکا یافت می‌شود و با سرخ کردن ترشی خیارشور شوید قطعه شده و خمیرابه شده درست می‌شود.